# ダイヤモンド・グレース
ダイヤモンド・グレース (Diamond Grace) は、日本郵船が運航していた原油タンカーで（船主はパナマの現地子会社で船籍もパナマ）、1994年三菱重工業長崎造船所で建造された。現在は売却され、ドミニカ船籍となっている。

## 原油流出事故
1997年6月14日、原油257,042トンを積載し、アラブ首長国連邦のダスアイランド港を出港、京浜港川崎区の京浜川崎シーバースに向かった。
7月2日、東京湾中ノ瀬航路南西の浅瀬に接触、右舷船底に亀裂及び破口を生じ、原油約1,550klが流出した。政府は災害の状況に鑑み、災害対策基本法に基づく非常災害対策本部を設置。
3日には流出した原油の一部が川崎市や横浜市に漂着したが、巡視船艇、護衛艦、関係機関の船舶等による大規模な油回収作業を行い、4日夜には概ね回収された。
ダイヤモンド・グレースは揚荷終了後、三菱重工横浜製作所で応急修理を行い、シンガポールのケッペル造船所に回航して本修理が行われた。